# Крац, Густав
Эрнст Густав Крац (нем. Ernst Gustav Kraatz; 1831—1909) — немецкий энтомолог.

## Биография
Крац учился в реальной гимназии в Кёльне и Берлине. Впоследствии начал изучать право, но вскоре после этого перешёл к изучению зоологии. В 1856 году в Йене он получил учёную степень кандидата наук по колеоптерологии. После нескольких научных командировок за границу Крац стал сотрудником энтомологического общества Германии. Он исследовал, прежде всего, жуков (Coleoptera) и опубликовал примерно 1400 статей. Кроме того, он был профессором в Университете Берлина.
В 1856 году Крац основал Берлинский энтомологический союз, в 1881 году — Немецкое энтомологическое общество, председателем которого он был долгое время, а в 1886 году — Немецкий энтомологический национальный музей.
Его коллекция находится в Немецком энтомологическом институте.

## Сочинения
- Naturgeschichte der Insecten Deutschlands. Abt. 1. Coleoptera. Zweiter Band. Verlag der Nicolaischen Buchhandlung, Berlin 1856—1857
- Verzeichniss der Käfer Deutschlands, Nicolai’sche Verlagsbuchhandlung, Berlin 1869 (Digitalisat)